# Opalia pumilio
Opalia pumilio är en snäckart som först beskrevs av Morch 1874.  Opalia pumilio ingår i släktet Opalia och familjen vindeltrappsnäckor.

## Underarter
Arten delas in i följande underarter:
- O. p. pumilio
- O. p. morchiana